# Château-ferme de Fisenne
Le château-ferme de Fisenne est un bâtiment situé à Fisenne dans la commune d'Érezée en province de Luxembourg (Belgique). 
Il est classé comme monument depuis le 25 octobre 1977 et le 19 août 1998

## Localisation
Le château-ferme est situé à l'extrémité occidentale du village de Fisenne au no 3 de la rue du Château (nationale 807 Hotton-Manhay). Il se trouve en face de la chapelle Saint-Remi de Fisenne.

## Historique

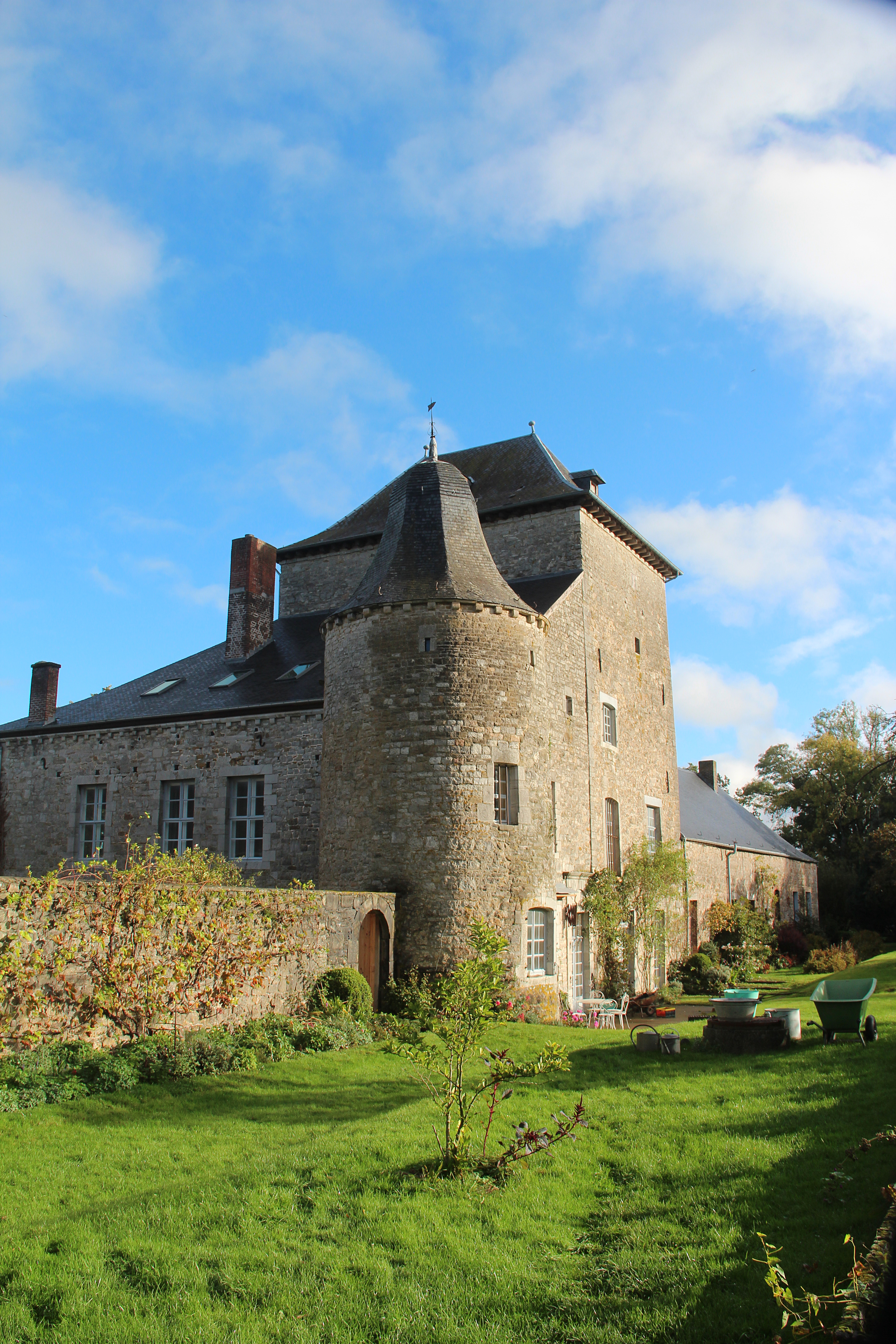
Donjon (XIIe siècle).

On ne connaît pas la période exacte de la construction du donjon. Il a sans doute été érigé au cours du XIe siècle ou du XIIe siècle. C'est de 1089 que date le premier acte faisant état d'un seigneur Arnolphe de Fisenne et le château de Fisenne est cité comme étant une dépendance de la Principauté de Stavelot-Malmedy au XIIe siècle. Les bâtiments formant le quadrilatère actuel ont été élevés de part et d'autre du donjon au XVIIe siècle et furent remaniés au XIXe siècle et en 1939. Ils furent la propriété de la famille des seigneurs de Fisenne du XIIe siècle au XVIIe siècle. En 1808, la propriété est acquise par le baron Godin d'Arville qui la transmet par héritage et alliance à la famille de Beauvoir, propriétaire actuelle. Le château-ferme ne se visite pas.

## Description
Ce bâtiment forme un vaste quadrilatère d'environ 70 m sur 50 m formant une grande cour intérieure d'environ 1 500 m2 avec espaces pavés, arbres et pelouses. 
Le donjon médiéval construit en pierre calcaire et moellons de grès est haut de cinq niveaux et est constitué de murs d'une épaisseur d'1,20 m. L'angle nord-ouest fut reconstruit sur les deux tiers de sa hauteur et plusieurs baies sont percées au cours des siècles. Le donjon est couvert par une toiture débordante à quatre pans en ardoises. Ce donjon est encore aujourd'hui l'élément central et le plus élevé de ce château-ferme.
Les parties nord et ouest sont érigées au cours du XVIIe siècle en pierre calcaire. On remarque la présence d'échauguettes placées aux angles nord-ouest et nord-est du quadrilatère. Une tourelle ronde a été élevée dans le prolongement de l'angle sud-ouest du donjon.
À l'arrière du château-ferme, s'étendent un grand jardin et un verger dont une entrée placée entre deux piliers sculptés se situe le long de la rue de l'Étoile.

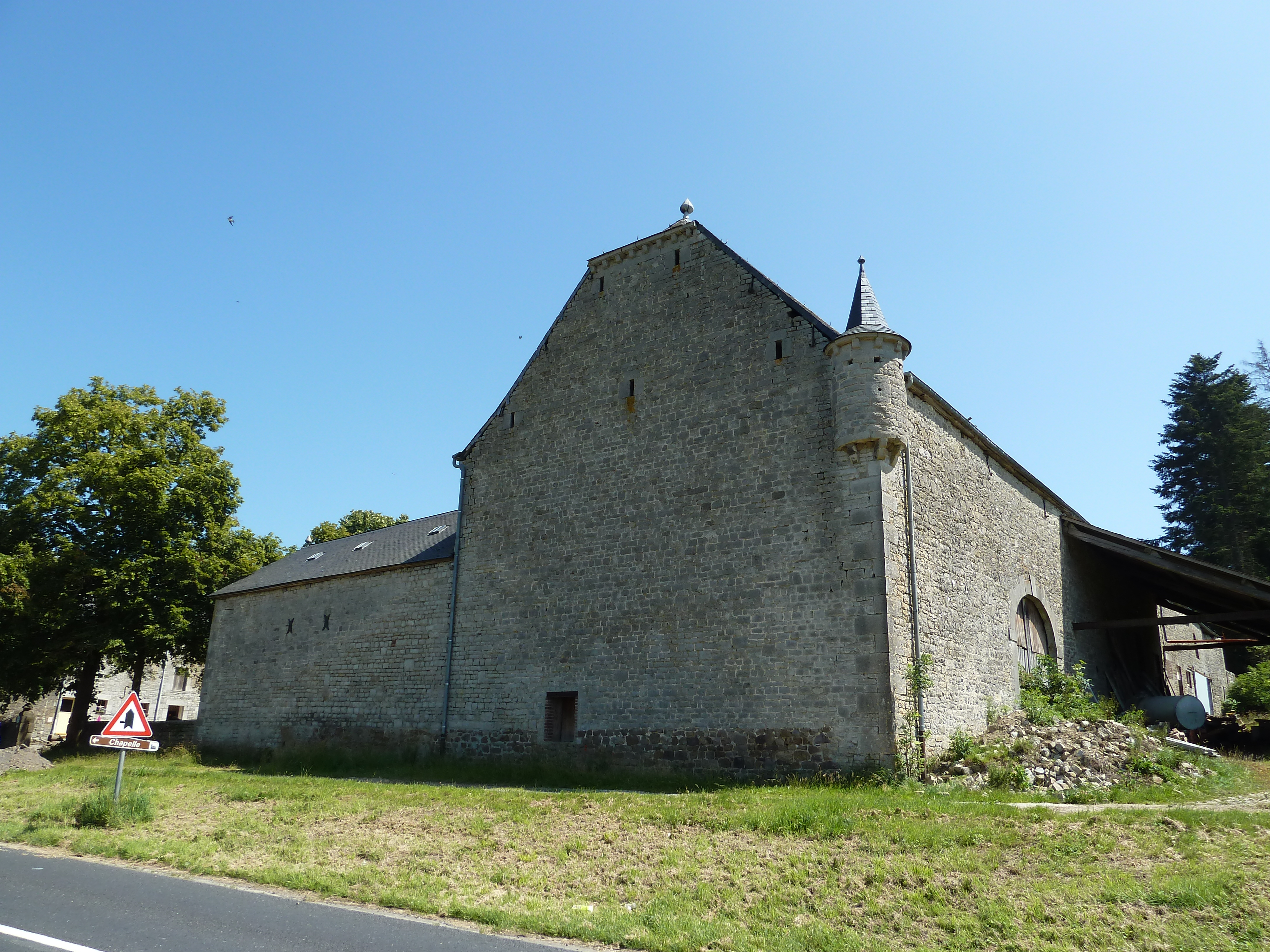
Angle nord-ouest et échauguette

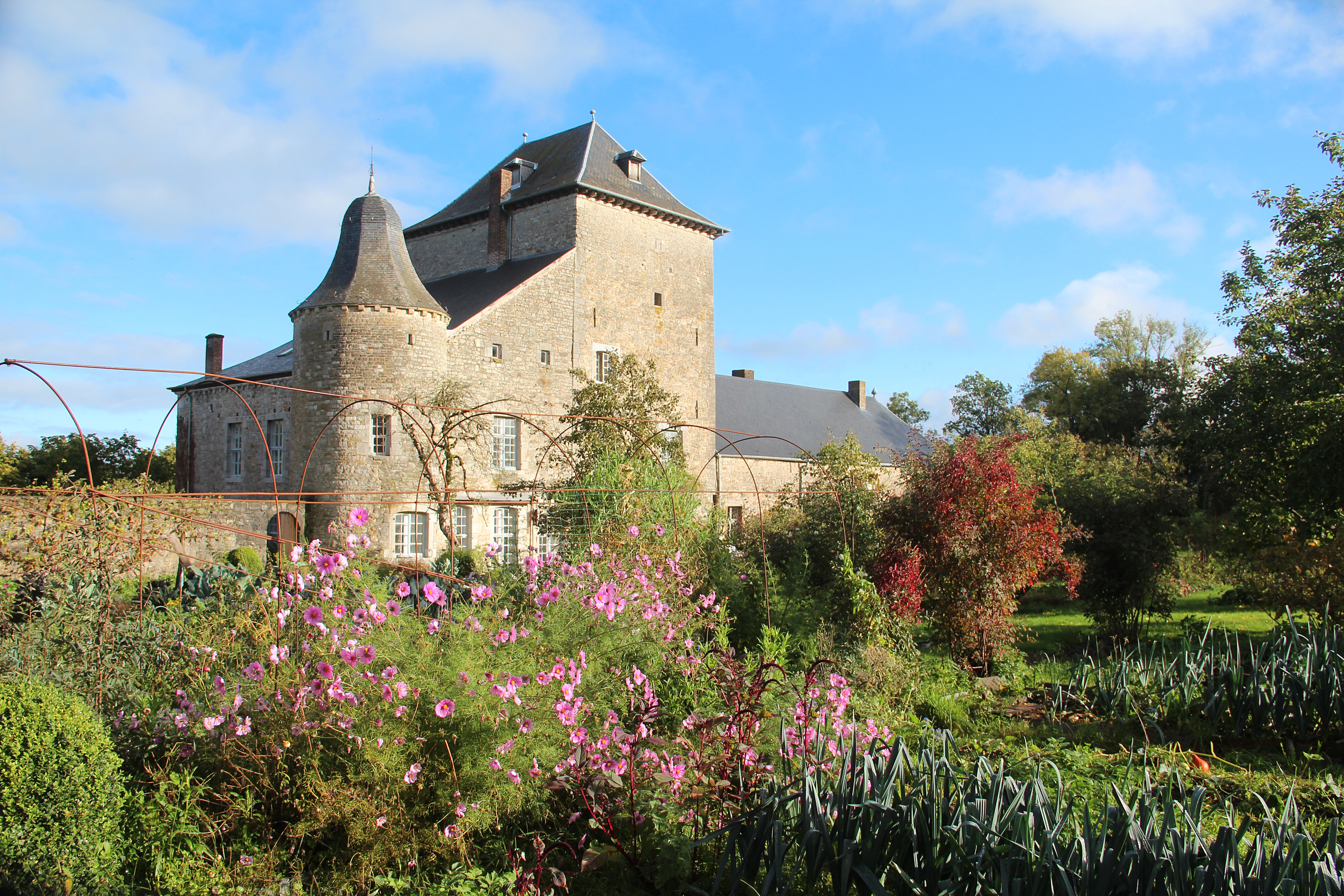
Jardin, donjon et ailes sud-est et sud-ouest.

## Sources et liens externes
- Château et donjon de Fisenne sur coeurdelardenne.be
- Le hameau de Fisenne sur luxembourg-belge.be